# Costante di Von Kármán
In fluidodinamica, la costante di von Kármán (o costante di Kármán), chiamata così in onore di Theodore von Kármán, è una costante adimensionale coinvolta nella legge logaritmica che descrive la distribuzione della velocità longitudinale in direzione normale di un flusso di un fluido turbolento nei pressi di un bordo sotto la condizione antiscivolo (no slip). L'equazione per tali profili di flusso del livello limite è: 
{\displaystyle u={\frac {u_{\star }}{\kappa }}\ln {\frac {z}{z_{0}}},}
dove u è la velocità media del flusso all'altezza z al di sopra del limite stesso. L'altezza approssimativa z0  è dove {\displaystyle u} sembra andare a zero. Inoltre κ è la costante di von Kármán, essendo tipicamente 0,41, e {\displaystyle u_{\star }} è la velocità di attrito che dipende dallo sforzo di taglio τ w al limite del flusso: 
{\displaystyle u_{\star }={\sqrt {\frac {\tau _{w}}{\rho }}},}
dove ρ è la densità del fluido. 
La costante di Kármán viene spesso utilizzata nella modellazione della turbolenza, ad esempio nella meteorologia degli strati limite per calcolare i flussi di quantità di moto, calore e umidità dall'atmosfera alla superficie terrestre. È considerato universale (κ ≈ 0,40). 
Gaudio, Miglio e Dey hanno sostenuto che la costante di Kármán non è tuttavia universale nei flussi sui letti mobili di sedimenti. 
In anni recenti, la costante di von Kármán è stata sottoposta periodicamente a riesame. Alcune recensioni (Foken, 2006; Hogstrom, 1988; Hogstrom, 1996) riportano valori di κ tra 0,35 e 0,42. La conclusione generale di oltre 18 studi è che κ è effettivamente una costante, dal valore vicino a 0,40. 